# 엘리자 토바티
엘리자 토바티(Elisa Tovati, 1976년 7월 23일 ~ )는 프랑스의 배우, 가수이다.

## 음반 목록
- Je ne mâche pas les mots (2006)
- Le syndrome de Peter Pan (2011)